# Споменик Бола и Пркоса
Споменик Бола и Пркоса је први споменик подигнут у оквиру меморијалног центра „Спомен парк Крагујевачки октобар”. Подигнут је на месту где је 21. октобра 1941. године у Шумарицама стрељана једина жена - Нада Наумовић.
Дело је вајара Анта Гржетића, подигнут 1959. године. У мермерном блоку су исклесане две фигуре мушкарца и жене, дате у контрасту између грча тела захваћеног рафалом у тренутку стрељања. Женски лик, снажно извијен унатраг, још увек пркоси смрти, а мушки, болно савијен у оштром луку напред полако пада ка земљи.